# Ludwik Finkel

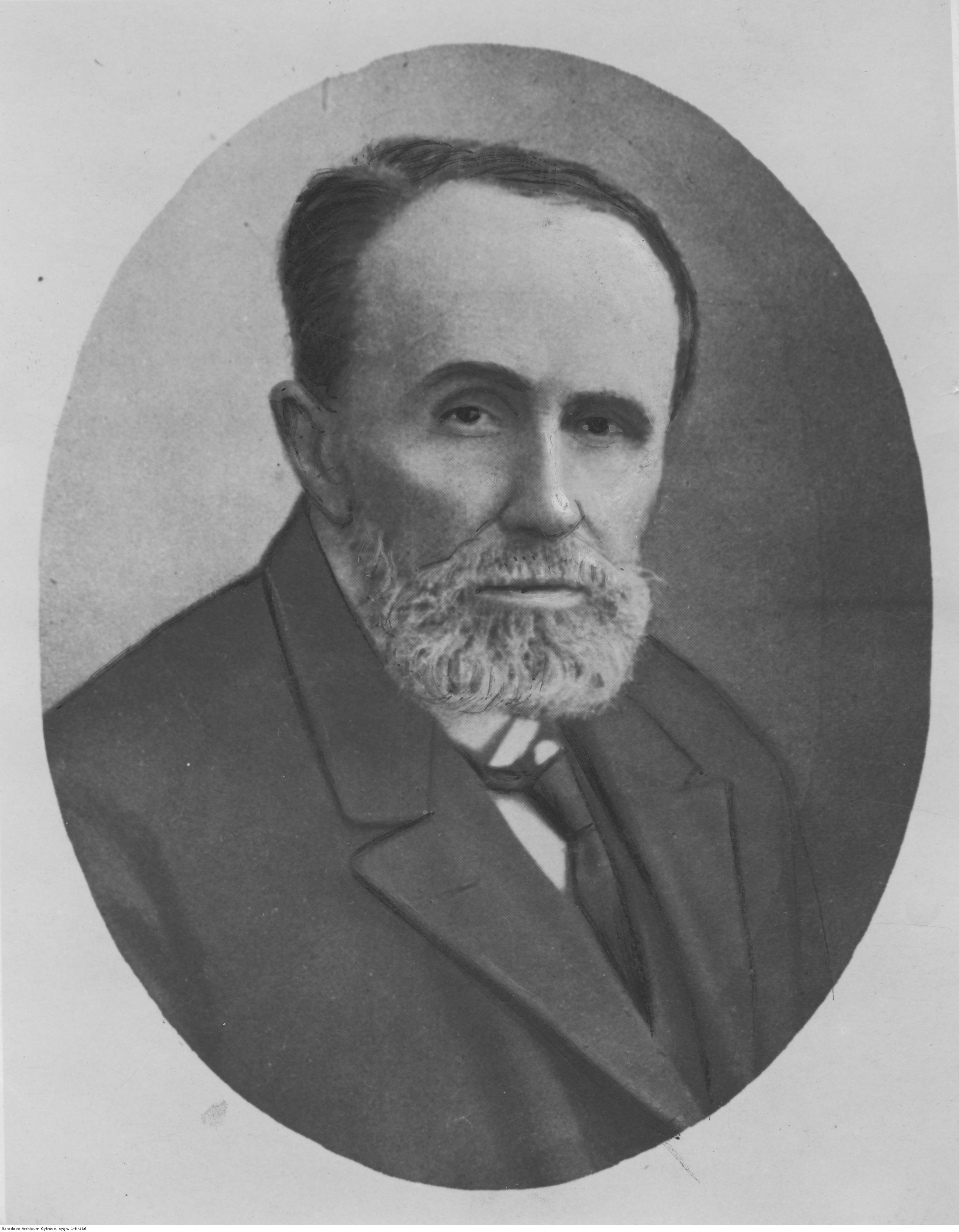
Ludwik Finkel

Ludwik Michał Emanuel Finkel, född 20 mars 1858 i Bursztyn, Galizien, död 24 oktober 1930 i Lemberg, var en polsk historiker.
Finkel blev professor i historia vid universitetet i Lemberg 1892 och var en av grundarna av det 1886 där stiftade Historiska sällskapet, vars sekreterare han var från 1891 och vars tidskrift "Kwartalnik historyczny" han redigerade 1886–91. Förutom en mängd vetenskapliga skrifter rörande polsk historia från olika skeden utarbetade Finkel tillsammans med Henryk Sawczynski en polsk historisk bibliografi i två delar (1891).